# 天主教杰斐逊城教区
天主教傑弗遜城教區（拉丁語：Dioecesis Civitatis Jeffersoniensis）是美國一個羅馬天主教教區，屬聖路易斯總教區。
範圍包括密蘇里州中部和東北部，教座位於州府傑斐遜城。2010年有教友91,700人（佔轄區總人口10.4%）、九十五個堂區、九十七名司鐸。現任教區主教為若望·R·蓋多斯。
成立於1956年7月2日。